# ホリデイ・イン エクスプレス
ホリデイ・イン エクスプレス（Holiday Inn Express）は、インターコンチネンタルホテルズグループ（IHG）が展開する中価格帯のホテルチェーンである。同社が展開するホテルブランド「ホリデイ・イン」の一つである。

## 概要
世界2,100都市で30万室以上、全世界で3,000施設を展開している。限定したサービス分野で補完的なブランドを展開するホテルとして立ち上げられた。
日本ではインターコンチネンタルホテルズグループ（IHG）とANAホールディングスの合同会社であるIHG・ANA・ホテルズグループジャパンが展開している。

## 歴史
かつてホテルチェーンブランド「ホリデイ・イン」を買収したバス・ホテルズ（Bass PLC）により、1991年に設立された。
1996年、ヨーロッパ初の拠点がスコットランドにオープンした。
日本では、かつては長野と新神戸に存在したが、2010年をもって一旦撤退した。2021年12月、ホリデイ・インエクスプレス大阪シティセンター御堂筋がオープンし、日本展開が復活した。